# Nicht von dieser Welt (Album)
Nicht von dieser Welt ist das Debütalbum des deutschen Pop- und Soulsängers Xavier Naidoo aus dem Jahr 1998. Mit über einer Million verkaufter Alben ist Nicht von dieser Welt Xavier Naidoos bisher kommerziell erfolgreichstes Album.

## Entstehung, Stil und kommerzieller Erfolg
Nicht von dieser Welt ist Xavier Naidoos Solodebütalbum und wurde 1998 in Zusammenarbeit mit Moses Pelham von dem in Frankfurt am Main ansässigen Label 3P veröffentlicht. Das Album weist einen Stil von Pop und Soul auf in Verbindung mit religiösen Texten. Bis auf eine Coverversion von David Bowies „This is not America“ ist das Album komplett auf Deutsch. 
Als Gäste wirken Sabrina Setlur, Moses Pelham, Illmatic und Bruda Sven auf dem Album mit. Moses Pelham schrieb darüber hinaus einige der Songs des Albums. Im September 2014 gab Moses Pelham bekannt, dass er seit 2013 zusammen mit Xavier Naidoo an Nicht von dieser Welt 2 arbeite. Das Album erschien am 1. April 2016.

## Cover
Auf dem Cover ist Xavier Naidoo abgebildet. Auf der linken Seite sieht man das Christusmonogramm, das für seinen Glauben steht.

## DVD und Wiederveröffentlichung
Zehn Jahre nach der Erstveröffentlichung wurde das Album am 30. Mai 2008 neu veröffentlicht. Neben den Songs des Albums von 1998 wurden zwei weitere hinzugefügt. Auf der dazugehörigen DVD befinden sich acht Musikvideos, drei Making-ofs und ein komplettes Konzert.

## Titelliste
1. Seid ihr mit mir? – 4:08
2. 20.000 Meilen – 3:33
3. Ernten was man sät – 4:49
4. Führ mich ans Licht – 4:35
5. Könnt ihr mich hören? – 6:27
6. Nicht von dieser Welt – 4:21
7. Freisein (Nachtschicht am Meer) – 5:20
8. Gute Aussichten – 4:14
9. Flugzeuge im Bauch – 3:47
10. Ich kann dich sehen – 4:25
11. Mich belogen – 5:24
12. This Is Not America – 3:40
13. Eigentlich gut – 4:12
14. Sag es laut – 2:46

## Singleveröffentlichungen
- 1997: Freisein
- 1998: 20.000 Meilen
- 1998: Nicht von dieser Welt
- 1998: Führ mich ans Licht
- 1999: Eigentlich gut
- 1999: Sie sieht mich nicht
- 2000: Seine Straßen

## Kommerzieller Erfolg

### Chartplatzierungen
Insgesamt war das Album 103 Wochen in den deutschen Longplaycharts, davon drei Wochen auf Platz 1. In der Schweiz erreichte das Album Platz 12 in der Höchstplatzierung und hielt sich insgesamt 60 Wochen in den Charts, in Österreich erreichte es Platz 5 und blieb für insgesamt 37 Wochen in den Charts.
| ChartsChartplatzierungen | Höchstplatzierung | Wochen |
| ------------------------ | ----------------- | ------ |
| Deutschland (GfK)        | 1 (101 Wo.)       | 101    |
| Österreich (Ö3)          | 5 (37 Wo.)        | 37     |
| Schweiz (IFPI)           | 12 (60 Wo.)       | 60     |

| ChartsJahrescharts (1998) | Platzierung |
| ------------------------- | ----------- |
| Deutschland (GfK)         | 17          |

| ChartsJahrescharts (1999) | Platzierung |
| ------------------------- | ----------- |
| Deutschland (GfK)         | 2           |
| Österreich (Ö3)           | 11          |
| Schweiz (IFPI)            | 28          |

### Auszeichnungen für Musikverkäufe
| Land/Region        | Auszeichnungen für Musikverkäufe (Land/Region, Auszeichnung, Verkäufe) | Verkäufe  |
| ------------------ | ---------------------------------------------------------------------- | --------- |
| Deutschland (BVMI) | 2× Platin                                                              | 1.000.000 |
| Österreich (IFPI)  | Platin                                                                 | 50.000    |
| Schweiz (IFPI)     | Platin                                                                 | 50.000    |
| Insgesamt          | 4× Platin ·                                                            | 1.100.000 |